# Comité national d'accueil et d'actions pour les Réunionnais en mobilité
 (août 2025).
Si vous disposez d'ouvrages ou d'articles de référence ou si vous connaissez des sites web de qualité traitant du thème abordé ici, merci de compléter l'article en donnant les références utiles à sa vérifiabilité et en les liant à la section « Notes et références ».
Le Comité national d’accueil et d’actions pour les Réunionnais en mobilité ou CNARM est une association française de type Loi de 1901 fondée en 1965 par Michel Debré pour favoriser l'insertion professionnelle des jeunes Réunionnais par la migration en métropole et à l'étranger.

## Histoire
Le CNARM est créé en 1965 par Michel Debré, mais officieusement en 1963 en parallèle au Bureau pour le développement des migrations dans les départements d'outre-mer, dont la compétence recouvre tout l'outre-mer français. Il s'affirme au fil des années comme un concurrent dudit BUMIDOM puis de l'agence qui lui succédera en 1982, l'Agence nationale pour l'insertion et la promotion des travailleurs d'outre-mer.
Cette situation impossible débouche en 1986 et à la suite de l'arrivée de la droite au pouvoir sur la fusion partielle des activités des deux organismes. Un guichet unique de la mobilité est ouvert à La Réunion le 18 juillet.
Après avoir disposé de centres d'accueil dans de nombreuses villes de l'Hexagone, le CNARM se replie alors sur la gestion de la Maison de La Réunion d'abord installée rue des Plantes puis rue Gauthey, à Paris. Elle a été inaugurée par Michel Debré en personne le 12 juin 1971 et visitée par lui de nombreuses fois par la suite. Animé par des Métropolitains, ce bâtiment où les migrants trouvent une chambre abrite toujours le siège du CNARM. Celui-ci s'occupe par ailleurs du foyer appelé « Résidence de La Réunion » situé porte de la Chapelle. Les locaux seront perturbés par des squatteurs en 1992-1993.
Un bureau est inauguré à l'aéroport de Gillot début novembre 2005.

## Direction
Le CNARM est présidé par son créateur Michel Debré jusqu'à son remplacement le 17 mai 1991 par Paul Moreau, sénateur-maire RPR de Bras-Panon. Il sera par la suite dirigé jusqu'en 1991 par Albert Bros, personnage qui fut le premier directeur du Bureau du développement de la production agricole, le prédécesseur du BUMIDOM.
Cette année-là, Albert Bros est remplacé à la tête de l'institution par Lucien Lebeau, quant à lui un ancien directeur de l'antenne rouennaise de l'ANT. Il est par ailleurs président de la Fédération nationale des associations réunionnaises en métropole, la FNARM. Mais il est rapidement mis en retrait et remplacé par un membre du Conseil général de La Réunion.
Le président actuel est Jean-Hugues Savaranin, chef d'entreprise et ancien conseiller régional. Il a été réintégré dans ses fonctions en 2004 après l'annulation de sa révocation votée le 18 octobre 2003.

## Fonctionnement
Le conseil général est le principal financeur de sa politique de mobilité. Dès lors, les postes au sein du CNARM sont souvent attribués à des conseillers généraux.
En tout cas, malgré ce soutien institutionnel, l'équilibre budgétaire du CNARM est régulièrement incertain. Un déficit de 3,5 millions de francs a par exemple été découvert au début des années 1990. Le CNARM fournit en effet d'importantes aides financières aux migrants avant et après leur départ de l'île. Il les distingue en trois catégories :
- Les demandeurs d'emploi avec contrat.
- Les demandeurs d'emploi en prospection.
- Les demandeurs d'emploi sans contrat.

Ces trois catégories voient leur billet d'avion entièrement payé. Elles sont toutes trois accueillies à l'aéroport. Seules les deux premières reçoivent les autres primes qui peuvent atteindre 2 560 euros cumulées.
On notera que l'association tient à jour un fichier de plusieurs dizaines de milliers de dossiers de candidats au départ s'étant adressés au CNARM lui-même ou à une antenne locale du BUMIDOM ou de l'ANT depuis 1962.
Son statut juridique est:comité national. Il a pour sécteur d'activité tertiaire.

## Informations complémentaires
- Site du CNARM
- Malversations au CNARM article du Journal de l'île de La Réunion